# Dard (anatomie)
Pour les articles homonymes, voir Dard et Aiguillon.

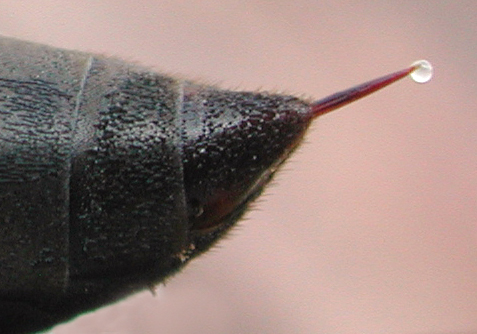
Dard d'une guêpe avec une gouttelette de venin.

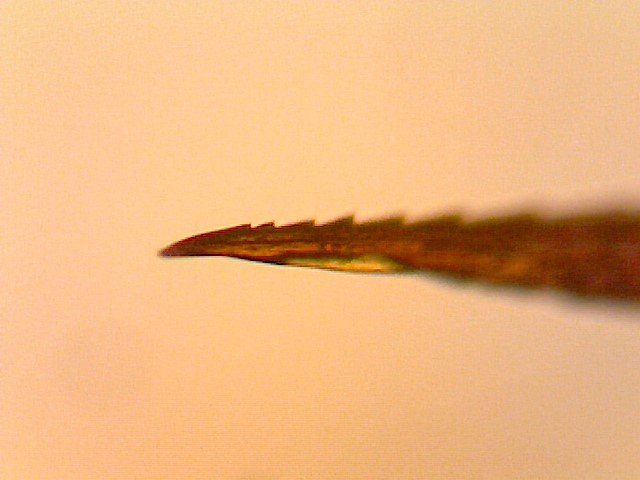
Pointe du dard d'une guêpe grossi 200 fois

Un dard (du francique daroth, « arme de jet ») ou aiguillon est un organe acéré d'attaque ou de défense généralement de l'extrémité postérieure de certains animaux, parfois connecté à une glande venimeuse, et adapté pour provoquer une blessure par percement.

## Types de dards dans la nature

### Chez les arthropodes
Chez les insectes aculéates (abeille, fourmi, guêpe), une hypothèse s'appuyant sur des études anatomiques et phylogénétiques, considère que le dard est une modification de l'organe de ponte des Apocrites, l'ovipositeur, au cours de leur histoire évolutive : leurs ancêtres parasitoïdes se servaient de cet appendice abdominal comme organe de ponte et en même temps comme organe d'inoculation du venin (injection de liquide paralysant la proie tout en la maintenant vivante, afin d'assurer à leurs larves une nourriture fraîche et constante durant son développement). Chez les aculéates, la fonction de dépôt des œufs a été perdue. Les insectes porteurs d'un aiguillon sont appelés aculéates. Une échelle de la pénibilité des piqûres d'insectes a été établie par Justin O. Schmidt.
D'autres variantes existent comme le dard caudal des scorpions ou celui des antennes de l'insecte coléoptère Onychocerus albitarsis.

### Chez les poissons
Chez les poissons, le dard caudal ou aiguillon d'une pastenague comme Pastinachus sephen, famille des Dasyatidae, est une nageoire dorsale modifiée.

### Chez les mammifères
L'ornithorynque mâle est un des mammifères à avoir un dard venimeux.

### Autres exemples

Chez l'ortie, le poil urticant, appelé dard, comporte une pointe en silice se plantant comme une aiguille dans l'épiderme, et est coiffé d'une « ampoule » qui se brise comme du verre au moindre frottement, libérant le liquide urticant.

Le terme est parfois appliqué pour les crocs d'un serpent.
Chez les plantes, un dard est un rameau-épine court, lignifié), portant un bourgeon qui donne l'année suivante de sa formation, un bourgeon. 
Un poil creux pointu situé sur une glande qui sécrète un liquide corrosif, comme chez les orties. Les pointes de ces cils se brisent en général dans la plaie, et le liquide corrosif y est injecté.